# Thomas Meißner
Thomas Meißner (* 26. März 1991 in Schweinfurt) ist ein deutscher Fußballspieler, der in der Abwehr vorrangig als Innenverteidiger eingesetzt wird. 

## Karriere
Meißner begann seine Karriere in der Jugend des unterklassigen Vereins FC Blau-Weiß Donnersdorf und wechselte dann zum 1. FC Schweinfurt 05. Im Sommer 2006 wechselte er in die Jugend des TSV 1860 München, für die er auch in der A-Junioren-Bundesliga zum Einsatz kam. Im Sommer 2009 wechselte er zum Ligakonkurrenten 1. FSV Mainz 05. Am Ende der Saison schaffte er den Sprung in den Kader der zweiten Mannschaft. Ab der Saison 2010/11 war er Stammspieler und später Mannschaftskapitän der zweiten Mannschaft.
Zur Saison 2012/13 wurde Meißner für 150.000 Euro von Borussia Dortmund verpflichtet und unterschrieb einen Einjahresvertrag. Er wurde vorrangig für die zweite Mannschaft in der 3. Liga verpflichtet, trainierte aber nach der Sommerpause mit den Profis. Am 21. Juli 2012, dem 1. Spieltag der Saison 2012/13, kam Meißner zu seinem Debüt im Profifußball, als er im Auswärtsspiel gegen den VfL Osnabrück (0:2) in der Startelf stand.
Nach zwei Jahren bei Borussia Dortmund II wechselte er ablösefrei zum Ligakonkurrenten MSV Duisburg. Dort unterschrieb er einen Vertrag bis zum Sommer 2016 mit Option auf eine weitere Spielzeit. Am 26. Juli 2014 (1. Spieltag der Saison 2014/15) absolvierte Meißner sein erstes Ligaspiel für den MSV Duisburg bei der 1:3-Niederlage gegen Jahn Regensburg. Er entwickelte sich zum festen Stammspieler in der Innenverteidigung. Mit der drittbesten Defensive der Liga (40 Gegentore) stieg seine Mannschaft 2015 in die 2. Bundesliga auf.
Nach dem Wiederabstieg in die 3. Liga verließ er den MSV Duisburg im Sommer 2016 und schloss sich dem niederländischen Erstligisten ADO Den Haag an. Für ADO absolvierte er 38 Ligaspiele und wurde Ende Januar 2018 an Willem II verliehen; er vollzog somit einen Wechsel innert der Eredivisie. Ende Juni 2018 wurde er schließlich fest verpflichtet. Sein Vertrag lief bis 2021, jedoch wechselte er ein Jahr später zum ungarischen Erstligisten Puskás Akadémia FC in die Nemzeti Bajnokság.
Am 15. Juni 2021 verpflichtete der deutsche Zweitligist Hansa Rostock Meißner. Der 30-Jährige Innenverteidiger erhielt bei den Ostseestädtern einen bis zum 30. Juni 2024 laufenden Dreijahresvertrag. Unter Hansa-Trainer Jens Härtel gab er am 24. Juli 2021, dem 1. Spieltag der Saison 2021/22, im heimischen Ostseestadion gegen den Karlsruher SC sein Startelfdebüt und musste zu Saisonbeginn eine 1:3-Niederlage hinnehmen. Er brachte es in seiner ersten Saison in Rostock, in der er in der Rückrunde seinen Stammplatz verlor, auf 20 Zweitligaeinsätze und konnte mit der Kogge vorzeitig den Klassenerhalt sicherstellen. Zudem erreichte der gebürtige Schweinfurter mit dem Team das Achtelfinale im DFB-Pokal 2022/23. Hierbei stand er in der 1. Hauptrunde gegen den Ligakonkurrenten 1. FC Heidenheim und gegen den Bundeslisten RB Leipzig, gegen die man letztlich ausschied, jeweils über die volle Distanz auf dem Platz.
Bis zu seiner Suspendierung Ende Oktober 2022 brachte es Meißner in der Folgesaison 2022/23 auf nur noch auf drei Einsätze in der 1. Herrenmannschaft, durfte aber Anfang Oktober 2022 in Rostocks U23-Mannschaft in der Oberliga Nordost auflaufen. In der Winterpause 2022/23 berief der neue Cheftrainer der ersten Mannschaft, Patrick Glöckner, Meißner zurück in das Team. Unter Glöckner absolvierte Meißner drei Spiele, zwei davon über 90 Minuten. Weitere sechs Zweitligaeinsätze erfuhr er unter Alois Schwartz, der den glücklosen Glöckner beerbte und die Kogge zum Klassenerhalt führte. 
In Saison 2023/24 spielte Meißner schließlich keine Rolle mehr im Profiteam der Nordostdeutschen. Seitens der Verantwortlichen des FC Hansa wurde Meißner in der Winterpause der Spielserie nahegelegt, sich einen neuen Verein zu suchen. Meißner absolvierte bis dahin noch sieben Einsätze in der Zweitvertretung der Hanseaten in der Regionalliga. Ende Januar 2024 wurde sein Vertrag, der eigentlich noch bis Saisonende lief, im gegenseitigen Einvernehmen aufgelöst. Anschließend wechselte Meißner nach Nordmazedonien zum in der Prva Makedonska Liga spielberechtigten Erstligisten KF Gostivari.
Im Oktober 2024 wechselte er zurück zu seinem Jugendverein 1. FC Schweinfurt 05.

## Erfolge
- Vizemeister der  3. Liga 2015 und  Aufstieg in die 2. Fußball-Bundesliga (mit dem MSV Duisburg)
- Meister der Regionalliga Bayern 2025 und Aufstieg in die 3. Liga (mit dem 1. FC Schweinfurt 05)